# Калезич, Славко
Славко Калезич (черног. Slavko Kalezić/Славко Калезић; род. 4 октября 1985, Титоград, Социалистическая Республика Черногория, СФРЮ) — черногорский актер, певец и автор песен. Он представлял Черногорию на конкурсе песни Евровидение-2017 с песней «Space», не сумев выйти в финал.

## Биография
Калезич учился в Академии театрального искусства в Цетине, затем стал участником ансамбля Черногорского национального театра. Выступает на разных сценах, а также снимается в кино. Кроме черногорского языка он также говорит на английском, французском и испанском.
В 2011 году вышел первый сингл певца под названием «Muza».
Калезич стал более известным в 2013 году, благодаря участию в X Factor Adria, балканском аналоге шоу X-Фактор. В 2014 году, после X Factor Adria, Калезич выпустил альбом «San o vječnosti», синглами которого стали песни «Krivac», «Feel the Music» и «Freedom».
9 мая 2017 выступил в первом полуфинале «Евровидения», но в финал не прошёл, заняв лишь 16 место.